# Lützower-Denkmal (Rastatt)

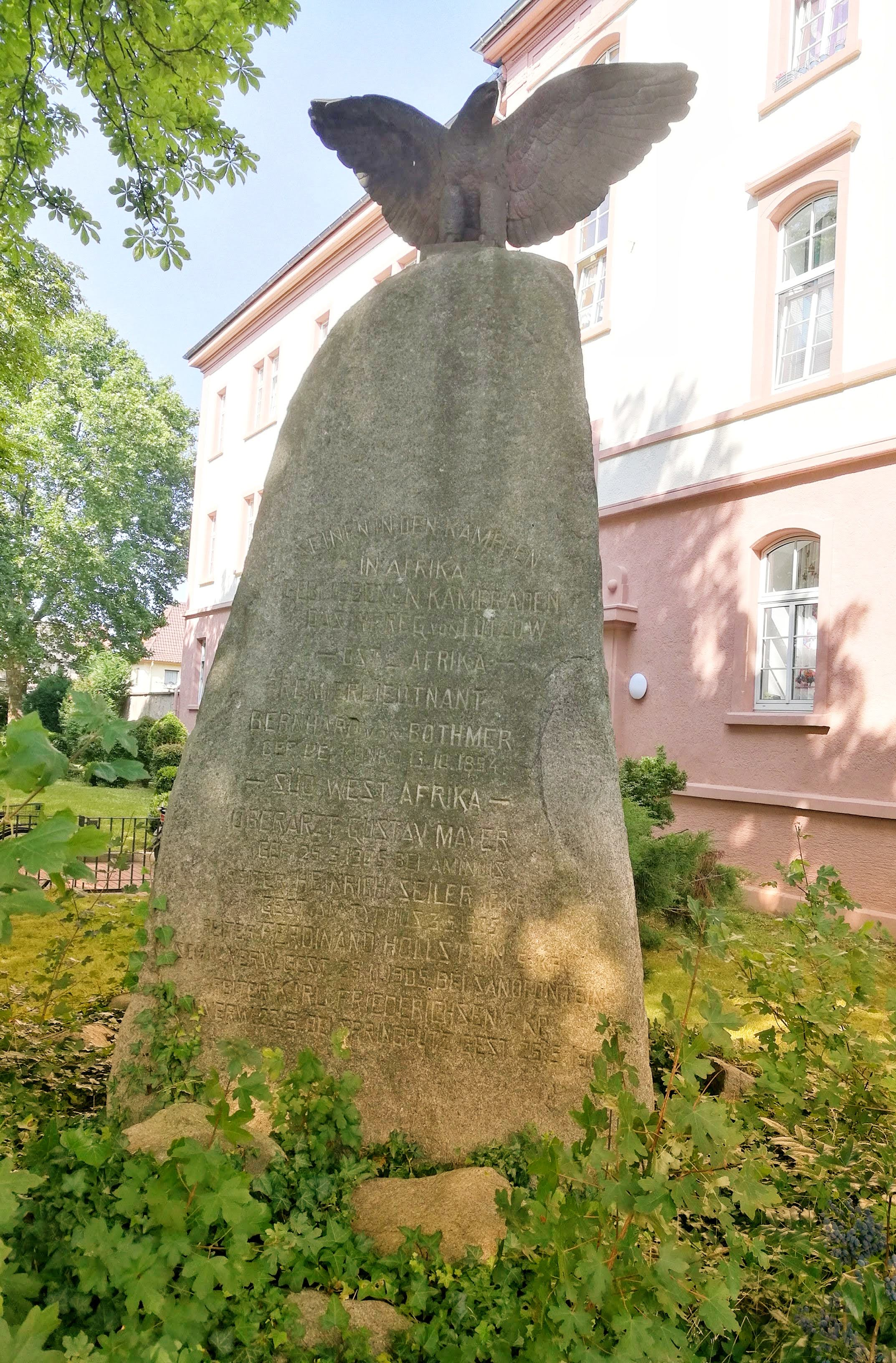
Lützower-Denkmal in Rastatt

Das Lützower-Denkmal ist ein erhaltenes, aber zwischenzeitlich versetztes Kolonialkriegerdenkmal im Rastatter Stadtviertel Ludwigvorstadt, auch Dörfel genannt.

## Standort und Beschreibung
Das Denkmal befindet sich in einer kleinen Grünanlage im Bereich der ehemaligen Leopoldskaserne der Festung Rastatt an der Ecke Lützower-/Friedrich-Ebert-Straße. Ursprünglich befand es sich auf der gegenüberliegenden Straßenseite der heutigen Friedrich-Ebert-Straße. Es besteht aus einem Granitfindling (Monolith), dem ein Adler mit gespreizten Schwingen aufgesetzt ist. In dem Findling ist folgender Text eingraviert:
Am Fuß des Steines sollten tropische Pflanzen an die Kolonien erinnern. In der Zwischenkriegszeit wurde am Boden vor dem Findling eine Bronzetafel für Gefallene des Ersten Weltkrieges ergänzt.

## Geschichte
Das Denkmal erinnert an Angehörige des Infanterie-Regiments „von Lützow“, die in den Kolonien Deutsch-Ostafrika und Deutsch-Südwestafrika starben. Die Einweihung erfolgte am 30. Juli 1907 unter großem Interesse des Militärs wie auch seitens der Zivilbevölkerung. Im Jahr 1929 wurde es auf Betreiben des Traditionsverbandes der „Ehemaligen Lützower“ an die gegenüberliegende Straßenseite der Friedrich-Ebert-Straße versetzt, da es – so die Begründung des Verbandes – durch spielende Kinder „nicht in würdiger Weise“ behandelt worden sei. Im August 1929 fand daher eine zweite Einweihung anlässlich eines Regimentstreffens in Rastatt statt. Namentlich genannt sind ein Offizier der Schutztruppe für Deutsch-Ostafrika, der während des Hehe-Aufstands starb, und vier Soldaten der Schutztruppe für Deutsch-Südwestafrika. Davon starb einer an Typhus und drei infolge von Kampfhandlungen. Die vier Todesdaten zu Südwestafrika fallen in die Zeit des Völkermordes an den Herero und Nama, der als erster Genozid des 20. Jahrhunderts gilt.
Auch andere Rastatter nahmen an den Kämpfen gegen die Herero und Nama teil, etwa der in Rastatt geborene Offizier Friedrich Barack (1868–1918), der 1905 in die Schutztruppe eintrat und nach 1907 gesund aus Südwestafrika zurückkehrte. Sein Name ist auf dem Denkmal daher nicht zu finden.

## Kritik
Das Denkmal kann unter heutigen Gesichtspunkten im Vergleich zu seiner Aufstellung im Jahr 1907 durchaus kritisch betrachtet werden, auch wenn bisher nichts über Taten oder Verbrechen der verzeichneten Personen bekannt ist. Die Stadt Rastatt möchte eine Tafel aufstellen um eine Erinnerungskultur zu entwickeln und zur Diskussion anregen, mit dem Ziel aus der Geschichte zu lernen.